# Mirrors (álbum de Sandra)
Mirrors fue el segundo álbum de estudio de la cantante alemana Sandra, publicado en 1986. Significó la confirmación del éxito de la cantante y la colocó en los primeros puestos de ventas en Europa. El disco continúa la línea iniciada con su anterior trabajo y produjo dos grandes éxitos: "Innocent Love" y "Hi, Hi, HI!". 

## Producción
El productor Michael Cretu siguió aprovechando para este disco el talento como cantante y compositor del músico alemán Hubert Kemmler —líder del grupo Hubert Kah— para las canciones. 
La canción «Don't Cry (The Breakup of the World)» fue escrita en respuesta al accidente de Chernóbil de abril de 1986.

## Alcance en las listas de éxito
El álbum continuó el éxito de Sandra en toda Europa a como lo tuvo con el álbum precedente. Alcanzó el número 16 en Alemania, el número 14 en Noruega, el número 40 en Suecia y el número 13 en Suiza. 

## Sencillos
Cuatro sencillos fueron extraídos de este álbum. «Innocent Love» fue el primero, que llegaría a alcanzar el top 10 en las listas musicales de Francia, mientras que el segundo sencillo, «Hi! Hi! Hi!», subiría el top 10 en las listas musicales de su país natal, Alemania. La balada pop «Loreen» fue el tercer sencillo en editarse, mientras que «Midnight Man» (con el acompañamiento vocal de Michael Cretu y su aparición en el vídeo musical de la canción) fue el cuarto y último en extraerse del álbum.

## Lista de canciones
| Cara 1 |                                        |                                      |          |  |
| N.º    | Título                                 | Música - Letra                       | Duración |  |
| 1.     | «The Second Day»                       | Cretu/Kemmler/Hirschburger           | 0:35     |  |
| 2.     | «Don't Cry (The Breakup of the World)» | Kemmler/Cretu - Kemmler/Hirschburger | 4:55     |  |
| 3.     | «Hi! Hi! Hi!»                          | Cretu/Kemmler - Cretu/Hirschburger   | 4:11     |  |
| 4.     | «Midnight Man»                         | Kemmler/Cretu - Kemmler/Hirschburger | 3:04     |  |
| 5.     | «You'll Be Mine»                       | Cretu/Kemmler - Cretu/Hirschburger   | 4:33     |  |
| 17:18  |                                        |                                      |          |  |

| Cara 2 |                      |                                       |          |  |
| N.º    | Título               | Música - Letra                        | Duración |  |
| 1.     | «Innocent Love»      | Kemmler/Herter - Müller/Hirschburger  | 5:24     |  |
| 2.     | «Two Lovers Tonight» | Cassandra/Besser - Cretu/Hirschburger | 3:46     |  |
| 3.     | «Mirror of Love»     | Kemmler/Cretu - Kemmler/Hirschburger  | 4:14     |  |
| 4.     | «Loreen»             | Peter/Cretu - Peter/Hirschburger      | 4:17     |  |
| 17:41  |                      |                                       |          |  |

Entre los coautores de «Two Lovers Tonight», el nombre de Cassandra (de Marc Cassandra) pertenecía como seudónimo al compositor alemán Peter Ries.

## Personal
Detalles de producción
- Arreglado e interpretado por Michael Cretu con el uso de un sampler Akai 900, un sistema de computación y sintetizador PPG System, una caja de ritmos Linn 9000, un secuenciador Prophet 2002, un sintetizador X-Pander, un analizador y sintetizador de voz EMS Vocoder, un sintetizador digital DX-7 y un sintetizador analógico Roland Super Jupiter
- Acompañamiento vocal: Hubert Kemmler, Michael Cretu, Peter Ries, Thissy Thiers
- Voz en «The Second Day»: Timothy Touchton
- Producido por Michael Cretu y Armand Volker
- Grabado y mezclado en Data-Alpha-Studio, Múnich (Alemania)

Detalles del álbum
- Diseño de cubierta: Mike Schmidt (Ink Studios)
- Fotografía: Dieter Eikelpoth

## Posicionamiento
| País (1986) | Máxima posición |
| ----------- | --------------- |
| Alemania    | 16              |
| Noruega     | 14              |
| Suecia      | 40              |
| Suiza       | 13              |